# Квінт Арадій Руфін
Квінт Арадій Руфін  (*Quintus Aradius Rufinus, д/н — після 313) — державний діяч часів Римської імперії.

## Життєпис
Походив з аристократичної родини Арадіїв, що бере свій початок з провінції Африка. Про батьків та початок кар'єри Руфіна нічого невідомо. У 304 році призначається імператором Максиміаном міським префектом Риму. на цій посаді перебував до 305 року. У 311 році стає консулом (разом з Гаєм Цейонієм Руфієм Волузіаном)
У 312 році призначається імператором Максенцієм міським префектом Риму вдруге. після поразки останнього від Костянтина Великого на деякий час Арадія було відсторонено від посади, але швидко відновлено. На ній Руфін залишався до 313 року. Напевне перейшов у християнство та підтримував Костянтина. Відомий як покровитель багатьох африканських міст. Подальша доля невідома.

## Родина
- Арадія, дружина Валерія Прокула